# Dokkum
Dokkum este un orășel cu 13.000 de locuitori (2008) situat în nordul Olandei, centrul comunei Dongeradeel. Localitatea a devenit renumită prin faptul că aici, în anul 754, a fost ucis, de păgâni, Bonifacius (apostolul germanilor). Din acest motiv, Dokkum a devenit un loc de pelerinaj catolic.

## Personalități marcante
- Sf. Bonifaciu (675-754) a fost ucis la Dokkum.
- Gemma Frisius sau Regnier Gemma (1508–1555), matematician și cartograf, născut la Dokkum;
- Dirk Rafaelszoon Camphuysen (1586-1627), poet, pictor și teolog, mort la Dokkum.
- Taco Schonegevel (1756-1819) om politic neerlandez, deputat și primar la Dokkum de la 1810 la 1814 apoi de la 1818 la 1819.
- Yan Bottinga (1932-2021), geochimist și petrolog, s-a născut la Dokkum.
- Syb van der Ploeg (n. 1966), cântăreț olandez de muzică pop component al formației De Kast